# Fimbristylis ligulata
Fimbristylis ligulata är en halvgräsart som beskrevs av Ethirajalu Govindarajalu. Fimbristylis ligulata ingår i släktet Fimbristylis och familjen halvgräs. Inga underarter finns listade i Catalogue of Life.